# أوبرفورر
```
اوبرفير
 
[ˈoːbɐ.fyːʀɐ]
 ، «الزعيم الأقدم» كان رتبة شبه عسكرية مبكرة 
للحزب النازي
 (NSDAP) التي يعود تاريخها إلى عام 1921. تُرجم 
اوبرفير
 على أنه «قائد كبير»، وكان عادةً عضوًا في ال
حزب النازي
 المسؤول عن مجموعة من الوحدات شبه العسكرية في منطقة جغرافية معينة. 
[
1
]
 الفترة من 1921 إلى 1925، تم استخدامت الرتبة عبارة كمنصب في 
كتيبة العاصفة
 (SA)، لكنها أصبحت في المرتبة SA الفعلية بعد عام 1926. 
```

## شارة
- علامة الكتف ( المشاة )
- قوات الأمن الخاصة
- بقع Gorget
- التمويه العسكري